# Ivo Maček
Ivo Maček (Sušak, 24. ožujka 1914. – Zagreb, 26. svibnja 2002.) bio je hrvatski pijanist, klavirski pedagog, skladatelj i akademik.

## Životopis
Ivo Maček maturirao je 1933. u Zagrebu na II. klasičnoj gimnaziji. Studirao je klavir kod Vjekoslava Rosenberga-Ružića i kompoziciju kod Franje Dugana st. na Muzičkoj akademiji u Zagrebu. Nakon diplomskoga ispita iz klavira 1934. godine, usavršavao se privatno kod Svetislava Stančića. Od 1939. do 1940. boravio je u Parizu i na tamošnjem se Konzervatoriju usavršavao kod Jeana Roger-Ducassea. 
U Zagrebu je od 1936. do 1939. bio nastavnik na Muzičkoj školi Lisinski, kraće vrijeme tajnik Opere HNK te zatim profesor srednje škole Državnoga konzervatorija (današnje Muzičke akademije). Od 1945. do 1953. bio je docent, a od 1953. i redoviti profesor na Muzičkoj akademiji u Zagrebu: tu je, od 1967. pa sve do umirovljenja 1977. godine, bio i pročelnik Odsjeka za klavir i orgulje.
U razdoblju od 1967. do 1970. Maček je djelovao i kao gost-profesor na međunarodnim ljetnim seminarima Visoke glazbene škole (Hochschule für Musik) »Franz Liszt« u Weimaru. Bio je član žirija mnogih natjecanja mladih pijanista u bivšoj Jugoslaviji, ali i uglednih međunarodnih pijanističkih natjecanja »Frédéric Chopin« (Varšava 1965.), »Ferrucio Busoni« (Bolzano 1965.) i »Johann Sebastian Bach« (Leipzig (1968.).
Nastupao je kao koncertni pijanist, ali i solist uz pratnju uglednih orkestara, u svim većim gradovima bivše Jugoslavije, u Egiptu te u mnogim europskim zemljama: Albaniji, Austriji, Bugarskoj, Čehoslovačkoj, Engleskoj, Francuskoj, Irskoj, Italiji, Mađarskoj, Njemačkoj, Poljskoj, Portugalu i Švicarskoj. Kao komorni glazbenik često je nastupao u glasovirskom triju sa Stjepanom Šulekom i Antoniom Janigrom, glasovirskom duu s Juricom Muraiem, ali i mnogim drugim hrvatskim ili stranim glazbenicima, primjerice sa Zlatkom Balokovićem, Valterom Dešpaljom, Tonkom Ninićem i Enricom Mainardiem.
Uz brojne i uvijek zapažene koncertne nastupe te predanu pedagošku djelatnost, Ivo Maček je uvijek pronalazio vremena i za ponuđeno mu uređivanje notnih izdanja. Tako je za zagrebačku »Muzičku nakladu« priredio instruktivna izdanja Bachovih Dvanaest i Šest malih preludija te veći broj Beethovenovih klavirskih Sonata. Za ediciju Sabrana djela Josipa Štolcera Slavenskog Hrvatskog društva skladatelja kritički je redigirao cjelokupni klavirski opus Slavenskoga (sv. 1 i 2).
Ivo Maček bio je prvi predsjednik Saveza muzičkih umjetnika Jugoslavije (1950.), višegodišnji predsjednik Udruženja muzičkih umjetnika Hrvatske (danas Hrvatsko društvo glazbenih umjetnika), član Hrvatskog društva skladatelja te počasni član Hrvatskoga glazbenog zavoda. Od 1954. bio je izvanredni, a od 1983. godine i redoviti član Hrvatske akademije znanosti i umjetnosti.

## Skladbe
Ivo Maček skladanju se posvetio tek u kasnijim godinama svoga života. Njegove skladbe, stilski duboko ukorijenjene u kasnoromantičnoj glazbenoj tradiciji, odaju umjetnika iznimne skladateljske osobnosti, prvorazrednoga poznavatelja glazbe i glazbenoga zanata istinski i potpuno predanoga svojemu pozivu. 

### Klavirske skladbe
- Intermezzo (1937.)
- Improvizacija (1938.)
- Tema s varijacijama (1939.)
- Sonatina (1978.)
- Sonata (1983.)
- Preludij i toccata

### Komorna djela
- Romantički trio za klavir, violinu i violončelo (1935.)
- Sonata za violončelo i klavir (1955.)
- Gudački kvartet (1980.)
- Sonata za violinu i klavir (1980.)
- Puhački kvintet (1987.)
- Puhački trio (1987.)
- Concertino za klavir i komorni orkestar (1991.)
- II. gudački kvartet (1994.)

### Vokalne skladbe
- Dva klasična moteta (1935.): Gressus Meos & Confortamini

## Nagrade i priznanja
- 1934. Nagrada Vjekoslav Klaić Hrvatskoga glazbenog zavoda kao najboljem diplomantu zagrebačke Muzičke akademije.
- 1949. 1. nagrada Vlade FNRJ.
- 1952. 1. nagrada za izvedbe duosonata (zajedno s čelistom Mirkom Dornerom) na Internacionalnom natjecanju u Vercelliu (Italija).
- 1958. Nagrada Milka Trnina Hrvatskoga društva glazbenih umjetnika za iznimna umjetnička postignuća.
- 1976. Nagrada Milka Trnina (duo Valter Dešpalj – Ivo Maček).
- 1978. Nagrada Vladimir Nazor za životno djelo i sveukupni umjetnički rad.
- 1989. Vjesnikova godišnja Nagrada Josip Štolcer Slavenski za najbolje glazbeno ostvarenje.
- 1992. Nagrada Lovro pl. Matačić Hrvatskoga društva glazbenih umjetnika za životno djelo.
- 1997. Vjesnikova godišnja Nagrada Josip Štolcer Slavenski za najbolje glazbeno ostvarenje.